# Liotrichus
Liotrichus is een geslacht van kevers uit de familie  
kniptorren (Elateridae).
Het geslacht is voor het eerst wetenschappelijk beschreven in 1858 door Kiesenwetter.

## Soorten
Het geslacht omvat de volgende soorten:
- Liotrichus affinis (Paykull, 1800)
- Liotrichus bessolitzinae Gurjeva, 1986
- Liotrichus chlamydates (Lewis, 1894)
- Liotrichus crestonensis (Brown, 1935)
- Liotrichus ferrugineipennis (Candèze, 1879)
- Liotrichus fulvipennis (Lewis, 1894)
- Liotrichus himalayanus (Ôhira & Becker, 1973)
- Liotrichus hiramatsui (Ôhira, 1996)
- Liotrichus hypocrita (Lewis, 1894)
- Liotrichus kabakovi Gurjeva, 1986
- Liotrichus kurofunei (Miwa, 1934)
- Liotrichus ligneus (Candèze, 1879)
- Liotrichus minoensis (Ôhira, 1954)
- Liotrichus nepalensis (Ôhira & Becker, 1973)
- Liotrichus nipponensis (Ôhira, 1973)
- Liotrichus nishidai (Kishii, 1986)
- Liotrichus ozeanus (Nakane & Kishii, 1954)
- Liotrichus sasakii (Ôhira, 1970)
- Liotrichus selectus (Candèze, 1865)
- Liotrichus singularis Gurjeva, 1986
- Liotrichus spinosus (LeConte, 1853)
- Liotrichus stricklandi (Brown, 1935)
- Liotrichus subopacus (Kishii, 1982)
- Liotrichus tengu (Miwa, 1934)
- Liotrichus tsukamotoi (Kishii, 1966)
- Liotrichus umbricolus (Eschscholtz, 1829)
- Liotrichus volitans (Eschscholtz, 1829)
- Liotrichus vulnerata (LeConte, 1863)